# Renzo Calegari
Pour les articles homonymes, voir Calegari.
 (novembre 2017).
Si vous disposez d'ouvrages ou d'articles de référence ou si vous connaissez des sites web de qualité traitant du thème abordé ici, merci de compléter l'article en donnant les références utiles à sa vérifiabilité et en les liant à la section « Notes et références ».
Renzo Calegari est un dessinateur italien de bande dessinée, né à Bolzaneto dans la région de Gênes (Italie) le 5 septembre 1933 et mort le 3 novembre 2017 à Chiavari.

## Biographie
Après des études secondaires qui l'amenèrent à Milan, Renzo Calegari travaille pour le studio Rinaldo D'Ami.
En 1955, il collabore avec les auteurs de El Kid et de I tre Bill et les années suivantes, il dessine un épisode de Davy Crockett écrit par Gian Luigi Bonelli.
En 1957, il démarre une collaboration avec l'agence britannique Fleetway (Valiant Comics, Tiger (en), etc.), dessinant pas mal d'histoires de guerre. Au début des années 1960, il crée avec Gino D'Antonio Storia del West (La Route de l'Ouest). Puis à la fin des années 1960, il dessine aussi plusieurs épisodes de Carabina Slim pour Mon journal.
De 1969 à 1977, il abandonne la BD pour se consacrer à la politique. En 1977, il revient à la bande dessinée pour réaliser la série Welcome to Springville, écrite par Giancarlo Berardi (auteur de Scotty Long Rifle) pour la revue Skorpio.
Plus tard, il collaborera avec quelques magazines comme Il Giornalino, Orient Express ou Zodiaco. Il dessinera aussi une quantité de couvertures de western publiés par La Frontiera.

## Albums
- L'Histoire de l'Ouest, scénario de Gino D'Antonio, Clair de Lune, collection Encre de Chine-Fumetti

1. Tome 1, dessins de Renato Polese et Renzo Calegari, 2012  (ISBN 978-2-353-25397-5)
2. Tome 2, dessins de Renato Polese, Giorgio Trevisan, Sergio Tarquinio et Renzo Calegari, 2012  (ISBN 978-2-353-25398-2)

- Carabina Slim (Guido Zamperoni, Renzo Calegari, Onofrio Bramante): n° 1 à 154.
- «Welcome to Springville» avec Milazzo et Giancarlo Berardi, publié dans la revue «Skorpio».